# 환경 스트레스 스크리닝
환경 스트레스 스크리닝(Environmental stress screening, ESS)은 전기적 하드웨어 시험 프로세스로 새로 제작된 제품 또는 콤포넌트를 온도와 진동 같은 환경에 노출시킴으로써 잠재된 결함을 이 프로세스를 통해 발견한다. 이 프로세스를 통과한 제품은 다른 검사 프로세스를 수행하지 않은 것에 비해 신뢰도가 높다고 할 수 있다.
전자제품의 결함을 발견하는 데 많이 사용하며, 특히 군사나 항공 제품에 넓게 적용한다. 이 시험은 전기적 스위치나 전기 시스템을 동작해 보는 간단한 노력만 필요하며 이것을 통해 최종 사용자가 처음 제품을 동작했을 때 만날 수 있는 결함 발견이 목적이다. 시험의 종류는 다음과 같다.
- 온도 시험
- 진동 시험
- 압력 시험
- 유연성 시험

이 시험은 제품 생산 프로세스의 일부로 수행되거나 신제품에 품질 인증 시험에 사용된다. 시험을 위해서 시험 챔버, 콘트롤러, 치구, 연결선, 기능 확인 장비 등을 구성한다. 이런 시스템들은 다양한 회사로부터 구입할 수 있다.

## 같이 보기
- 고온 검사

## 참고 문헌
- 영문 'The Environmental Stress Screening Handbook'